# Fabrice Olinga
Fabrice Olinga, född 12 maj 1996, är en kamerunsk fotbollsspelare som spelar för Mouscron.

## Karriär
Olinga gjorde mål i sin debutmatch för Málaga den 18 augusti 2012 och blev då den yngste målgöraren i La Ligas historia.